# Leptacanthaspis
Leptacanthaspis is een geslacht van wantsen uit de familie van de Reduviidae (Roofwantsen). Het geslacht werd voor het eerst wetenschappelijk beschreven door Jeannel in 1917.

## Soorten
Het genus bevat de volgende soorten:

- Leptacanthaspis abetti (Schouteden, 1931)
- Leptacanthaspis basimaculata Villiers, 1972
- Leptacanthaspis bechynei Villiers, 1954
- Leptacanthaspis chiaromontei Mancini, 1940
- Leptacanthaspis decorata Villiers, 1958
- Leptacanthaspis decorsei (Jeannel, 1917)
- Leptacanthaspis dentipes Miller, 1955
- Leptacanthaspis felixi (Jeannel, 1917)
- Leptacanthaspis jeanneli (Schouteden, 1931)
- Leptacanthaspis lateralis (Distant, 1902)
- Leptacanthaspis liberiensis Villiers, 1948
- Leptacanthaspis lurco (Stål, 1863)
- Leptacanthaspis marginalis Villiers, 1948
- Leptacanthaspis sculpticollis (Bergroth, 1893)
- Leptacanthaspis somalica (Mancini, 1940)
- Leptacanthaspis wittei Villiers, 1954